# Medal Atlantyku Południowego
Medal Atlantyku Południowego (ang. South Atlantic Medal) – odznaczenie za wojnę o Falklandy, jeden z brytyjskich medali kampanii autoryzowany w 1982.

## Zasady nadawania
Medal z rozetą był przyznawany za jeden dzień służby na Falklandach lub przylegających wyspach albo na południowym Atlantyku, na południe od 35°S i na północ od 60°S lub też za 1 wyprawę bojową na południe od Wyspy Wniebowstąpienia między 2 kwietnia i 14 czerwca 1982.
Sam medal (bez rozety) był przyznawany za 30 dni ciągłej albo zsumowanej (nie później niż do 12 lipca 1982) służby na południowym Atlantyku, na południe od 7°S i na północ od 60°S, pomiędzy 2 kwietnia i 14 czerwca 1982.

## Klamry medalu
Nie wydano żadnej klamry ale nadawano rozetę, która była przyznawana tym, którzy służyli przez 1 dzień między 2 kwietnia i 14 czerwca 1982 w opisanych wyżej rejonach geograficznych.

## Opis medalu
Medal okrągły ze stopu miedzi i niklu.
Awers: wizerunek królowej Elżbiety II i legenda ELIZABETH II DEI GRATIA REGINA FID DEF
Rewers: godło Falklandów otoczone u góry słowami SOUTH ATLANTIC MEDAL oraz wieńcem laurowym poniżej.